# علم بيئة المياه العذبة

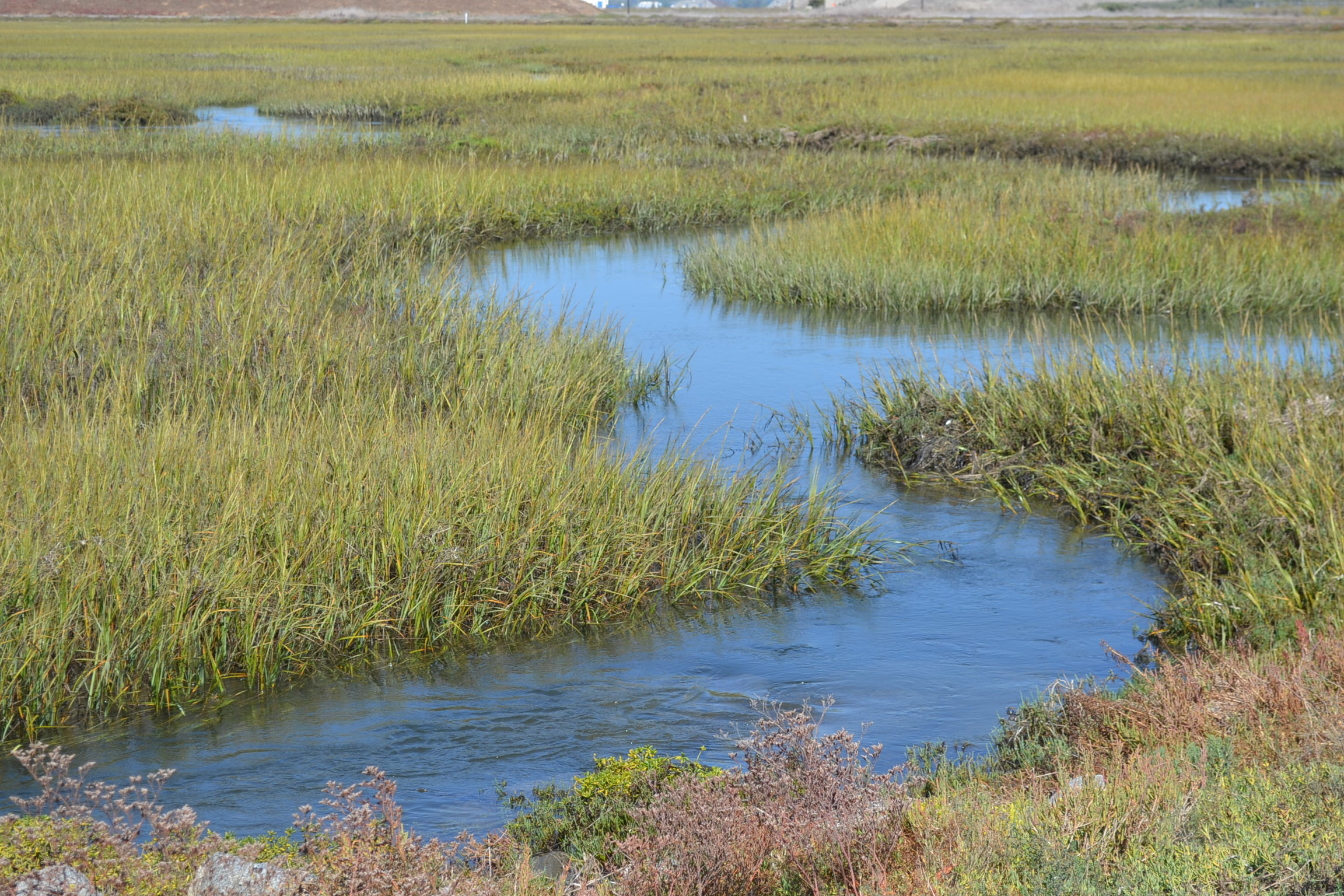
نبات الكوردغراس في ملجأ سيل بيتش الوطني للحياة البرية (Seal Beach National Wildlife Refuge): نبات ملحي يدعم بيئة المياه العذبة في كاليفورنيا

علم بيئة المياه العذبة هو علم يهتم بدراسة البيئة التي تتواجد فيها المياه العذبة وهو يهتم بدراسة (البحيرات – الجداول المائية، المناطق الرطبة) كما تتفاعل مع المياه العذبة والمظهر الطبيعي والبشري لإظهار مدى تأثير النمط على عمليات النظام الإيكولوجي في ضوء مقاييس التطور المكاني والزماني.
كما تعكس الارتباطات المائية كيف تنتقل تلك المواد ثم تأتي الأنشطة البشرية لتعكس أيضا ملامح من شأنها أن تؤثر على كيفية انتقال هذه المواد وكميتها وكذلك تأثير عامل الزمن.

## خصائص توزع أماكن المياه العذبة.
يقصد بخصائص المياه العذبة التركيب الفيزيائي، الكيميائي، الملامح البيولوجية، وكذلك الحدود بينها. تلك الحدود غالبا م ا يمكن تحديدها بسهولة للنظم المائية أكثر من النظم الأرضية أو اليابسة (مثال الشاطئ، الضفاف، المنطقة النباتية الناشئة) وهي تعتبر بمثابة نقطة محورية لعمليات النظام البيئي وتربط بين المكونات الأرضية اليابسة وتلك المائية.